# Coenochilus basilewskyi
Coenochilus basilewskyi är en skalbaggsart som beskrevs av Schein 1954. Coenochilus basilewskyi ingår i släktet Coenochilus och familjen Cetoniidae. Inga underarter finns listade i Catalogue of Life.